# Ducado de Curlandia y Semigalia (1918)
El Ducado de Curlandia y Semigalia fue un efímero estado satélite del Imperio alemán. Fue proclamado el 8 de marzo de 1918, en la Gobernación de Curlandia ocupada por Alemania por un Landesrat (parlamento local) compuesto principalmente por germano-bálticos, quienes ofrecieron la corona del que fuera un ducado autónomo al Káiser Guillermo II, a pesar de la existencia de una familia soberana reinante anteriormente en este ducado, los descendientes de Ernst Johann von Biron. Aunque el Reichstag alemán apoyaba la autodeterminación nacional de los pueblos del Báltico, el Alto Mando Alemán continuó la política de incorporar el Báltico al Reich apoyándose en los alemanes del Báltico.
En octubre de 1918, el Canciller alemán, el príncipe Maximiliano de Baden, propuso reemplazar la administración militar en el Báltico por una autoridad civil. Después de la Revolución alemana, el 18 de noviembre de 1918 Letonia proclamó la independencia, y el 7 de diciembre el ejército alemán entregó la autoridad al Gobierno nacional letón encabezado por Kārlis Ulmanis.

## Antecedentes históricos
Durante la Primera Guerra Mundial, el Ejército Alemán había ocupado la Gobernación de Curlandia del Imperio ruso por el otoño de 1916. El frente se estableció a lo largo de una línea extendida entre Riga, Daugavpils y Baránavichi.
El Consejo Nacional Letón fue proclamado el 16 de noviembre de 1917. El 30 de noviembre, este Consejo proclamó una autonomía sobre la provincia letona dentro de las fronteras etnográficas, y formalmente, fue declarada una república letona independiente el 15 de enero de 1918.
Después de la Revolución rusa, las tropas germanas empezaron a avanzar desde Curlandia, y para el fin de febrero de 1918 los territorios anteriormente rusos de la Gobernación de Livonia y la Gobernación Autónoma de Estonia que habían declarado la independencia fueron también ocupados y cayeron bajo la administración militar alemana. Con el Tratado de Brest-Litovsk, el 3 de marzo de 1918, la Rusia bolchevique aceptó la pérdida de la Gobernación de Curlandia y por acuerdos concluidos en Berlín el 27 de agosto de 1918 la Gobernación Autónoma de Estonia y la Gobernación de Livona fueron separadas de Rusia.
Como movimiento político paralelo, bajo la administración militar alemana, los alemanes del Báltico empezaron un proceso de formación de consejos provinciales entre septiembre de 1917 y marzo de 1918. El Ducado de Curlandia y Semigalia fue proclamado el 8 de marzo de 1918 por uno de estos Landesrat compuesto por alemanes del Báltico, quienes ofrecieron la corona del Ducado al Káiser Guillermo II.
En octubre de 1918, el Canciller alemán, el príncipe Maximiliano de Baden, propuso reemplazar la administración militar en el Báltico por una autoridad civil. La nueva política fue afirmada en un telegrama del Ministerio de Exteriores germano a la administración militar del Báltico: El gobierno del Reich es unánime con respecto al cambio fundamental en nuestra política hacia los países bálticos, es decir, en primera instancia la política debe hacerse con los pueblos bálticos.
El 18 de noviembre de 1918, Letonia proclamó su independencia. El 7 de diciembre de 1918 el ejército alemán entregó la autoridad al gobierno nacional letón encabezado por Kārlis Ulmanis.

## Reconocimiento
El Káiser Guillermo reconoció la creación de Curlandia, como vasallo alemán escribiendo al Landesrat de Curlandia el 8 de marzo de 1918 (en alemán):
Wir Wilhelm, von Gottes Gnaden Deutscher Kaiser, König von Preußen etc. beauftragen hiermit Unseren Reichskanzler, den Grafen von Hertling, dem Kurländischen Landesrat zu erklären, daß Wir auf den Uns durch seine Vertreter übermittelten Wunsch und auf den Bericht Unseres Reichskanzlers im Namen des Deutschen Reiches das Herzogtum Kurland als freies und selbständiges Staatswesen anerkennen und bereit sind, im Namen des Deutschen Reiches diejenigen Staatsverträge mit Kurland abzuschließen, die eine enge wirtschaftliche und militärische Verbindung beider Länder gewährleisten. Gleichzeitig beauftragen Wir Unseren Reichskanzler, den Abschluß dieser Verträge vorzubereiten. Urkundlich haben Wir diesen Auftrag Allerhöchst Selbst vollzogen und mit Unserem Kaiserlichen Insiegel versehen lassen.
Gegeben ................ , den 15. März 1918
Wilhelm
Graf von Hertling.
Nosotros, Wilhelm, por la gracia de Dios emperador alemán, rey de Prusia, etc., y presente nuestro Canciller, Conde von Hertling, para informar al Gobierno de Curlandia, sobre el deseo comunicado por su embajador, y según los informes de nuestro Canciller, en nombre del Imperio alemán, reconocemos el Ducado de Curlandia como un estado libre e independiente; en nombre del Imperio alemán, negociar estos tratados con Curlandia garantizará una estrecha relación económica y militar entre ambos países. Al mismo tiempo, mandamos a nuestro Canciller para preparar las negociaciones de estos tratados. Nuestra Majestad ha mandado que esta orden sea documentada, y fijada con nuestro sello imperial.
Dado a [desconocido], el 15 de marzo de 1918
[firmado] Wilhelm
Conde von Hertling.

## Abolición
El Ducado de Curlandia fue absorbido el 22 de septiembre de 1918 por el Ducado Unido del Báltico. Este último fue nominalmente reconocido como estado soberano por el Káiser también el 22 de septiembre de 1918, medio año después de que la Rusia soviética hubiera abandonado toda autoridad sobre sus anteriores provincias bálticas en favor del Imperio alemán en el Tratado de Brest-Litovsk. Ningún otro estado, sin embargo, hizo ningún reconocimiento fuera del Imperio alemán. Después de la I Guerra Mundial, Curlandia se convirtió en parte de la nueva nación formada de Letonia, el 18 de noviembre de 1918.